# ジャンボ (1962年の映画)
『ジャンボ』(Billy Rose's Jumbo) は、1962年のアメリカ合衆国のミュージカル映画。
メトロ・ゴールドウィン・メイヤーにより公開された。
ドリス・デイ、スティーヴン・ボイド、ジミー・デュランテ、マーサ・レイが主演した。ビリー・ローズがプロデュースしたミュージカル『ジャンボ』の映画化である。シドニィ・シェルダンが脚本、チャールズ・ウォルタースが監督、バスビー・バークレーが振付を務めた。アカデミー賞においてアカデミー作曲賞にノミネートされた。
1935年11月16日、ブロードウェイ・ミュージカル『ジャンボ』が開幕し、1939年に解体されたニューヨーク・ヒポドロムにおいて最後のミュージカル作品となった。プロデューサーのビリー・ローズはもし映画化されるのであれば、映画に自身が関与しなくてもタイトルに自分の名前を冠することを規定し、本作の題名は『Billy Rose's Jumbo』(ビリー・ローズのジャンボ)となった。舞台、映画共リチャード・ロジャースとロレンツ・ハートの曲を使用しており、『The Boys from Syracuse』の「This Can't Be Love」を含む『ジャンボ』以外のロジャース&ハートの曲2曲も使用された。「My Romance」や「The Most Beautiful Girl in the World」などのロジャース&ハートのスタンダードが使用されたが、舞台版も映画版も興行収入的にそれほど成功しなかった。本作はドリス・デイにとって最後のミュージカル映画となった。
スティーヴン・ボイドの歌声はロサンゼルスのスタジオ歌手ジミー・ジョイスが吹き替えた。2007年4月2日、ターナー・クラシック・ムービーズのロバート・オズボーンはスタンリー・ドーネン監督の『Fearless Fagan』を紹介する際、ドーネンは1952年の『雨に唄えば』の直後に本作の監督を行なうはずだったと語った。しかしMGMは脚本が未完成として1962年まで撮影を延期したため、当初とは監督も出演者も違うものとなった。舞台版、映画版共にジミー・デュランテが実際に象を操っており、警官役が「象をどうするつもりだ」と尋ねるとデュランテ演じるポップは「象?」ととぼけるシーンが舞台版で喝采を浴びた。映画版でも再現しており、象がいるのにいないようなふりをする、「タブーな話題」を意味する慣用句「elephant in the room」が広がる一因ともなった。
日本では『巨象ジャンボ・ワンダーサーカスの恋』のタイトルでテレビ放映されたことがある。

## ストーリー
ジャンボという象が目玉のワンダー・サーカスが中西部のとある街にやってくる。ポップ・ワンダー(ジミー・デュランテ)が運営しているが、クラップスのギャンブルで負けてばかりで借用書が山となる。
娘でパフォーマーのキティ・ワンダー(ドリス・デイ)は新たにパフォーマーのサム・ロウリンズ(スティーヴン・ボイド)を雇う。実はサムはサーカス界の大御所ジョン・ノーブル(ディーン・ジャガー)の息子で、ワンダー・サーカスを買収しようとしている。ノーブルはサムの助力によりポップの借金を密かに消化し続け、突然ワンダー・サーカスを乗っ取る。
キティ、ポップ、ポップの長年の婚約者ルル(マーサ・レイ)はサーカスを追われドサ回りをする。サムはキティに恋心を持っており、後ろめたく思っている。サムは父親の元を離れ、ワンダー・サーカスの古くからの仲間である象のジャンボを連れてキティやサムと合流する。

## キャスト
※括弧内は日本語吹替（テレビ版・初回放送1968年8月3日『劇映画』）
- キティ・ワンダー：ドリス・デイ（楠トシエ）
- サム・ロウリンズ：スティーヴン・ボイド（小林清志）
  - サムの歌の吹替：ジェイムス・ジョイス
- ポップ・ワンダー：ジミー・デュランテ（千葉順二）
- ルル：マーサ・レイ（中村紀子子）
- ジョン・ノーブル：ディーン・ジャガー
- ハリー：ジョセフ・ウェアリング
- ティナ：リン・ウッド
- エリス：チャールズ・ワッツ
- パーソンズ：ジェイムス・チャンドラー
- マディソン：ロバート・バートン
- ハンク：ウィルソン・ウッド（英語版）
- エディ：ノーマン・リーヴィット（英語版）
- 運転手：グラディ・サットン（英語版）
- シャーピー：ポール・ウェクスラー (クレジット無し)
- レニー：チャック・ヘイレン（英語版） (クレジット無し)

## 製作
MGMは舞台版からすぐに権利を買い取った。1947年、チャールズ・ウォルタースはMGMに本作の監督を名乗り出て、MGMも同意した。1950年、アーサー・フリードがプロデュースし、ハワード・キールとジミー・デュランテが主演することとなった。制作は遅れ、数年後にようやく開始された。

## サウンドトラック
1962年、コロムビア・レコードよりサウンドトラック・アルバム『Billy Rose's Jumbo』がリリースされた。

## 評価
MGMも記録によると、アメリカとカナダで250万ドル、それ以外で150万ドルの興行収入があったが、費用がかさみ$3,956,000の赤字となった。プロデューサーのジョー・パスタナクにとってMGMで最後の映画となった。
2006年、アメリカン・フィルム・インスティチュートによりミュージカル映画ベストにノミネートされた。

## DVD
2005年4月26日、ワーナー・ブラザースよりリージョン1のDVDがリリースされ、2007年4月10日、『ドリス・デイ・コレクション』の一環として収録された。